# Marcello Venuti
Niccolò Marcello Venuti (Cortona, 1700 – 1755) è stato uno storico e archeologo italiano.

## Biografia
Marcello e i fratelli minori Ridolfino e Filippo, rimasti orfani di padre nel 1708, entrarono sotto la tutela dello zio Domenico Girolamo che ne indirizzò gli studi dapprima presso il Liceo Cicognini di Prato, poi presso l'università di Pisa per seguire gli studi di giurisprudenza. Una volta rientrati a Cortona, furono loro i fondatori della Società per la compra dei libri, nel 1726. L'anno successivo, avendo acquisito la biblioteca di Onofrio Baldelli, loro zio materno, la società fu trasformata nell'Accademia etrusca delle antichità ed iscrizioni, con il compito di organizzare la consistente eredità libraria per informare e intrattenere gli eruditi adepti. Nel 1731, Marcello fu eletto gran conservatore dell'Ordine di Santo Stefano.
Nel 1734, in occasione dell'arrivo di Carlo III di Borbone a Napoli, Marcello e l'altro fratello Girolamo raggiunsero la città partenopea attratti dal vivace ambiente intellettuale, ravvivato da Bernardo Tanucci, Bartolomeo Corsini e Bartolomeo Intieri. Insieme a Carlo arrivavano a Napoli anche le casse della collezione Farnese da Parma. Un primo riordino degli oggetti delle collezioni fu commissionato a Marcello Venuti che lo condusse con grande capacità e che gli valse la nomina, nel 1734, a direttore della Galleria Farnese di Napoli. Nel frattempo egli promosse e partecipò alle prime scoperte delle antichità nascoste sotto la città di Ercolano, che gli portarono come riconoscimento l'ambito titolo di marchese di Cuma.
Nel 1740, Marcello Venuti, deluso dal riscontro che le sue scoperte avevano suscitato a Napoli, decise che era il momento di tornarsene a Cortona, anche perché era necessario che qualcuno della famiglia si dedicasse alla sistemazione degli affari domestici. Prese così in moglie Lucrezia Venuti, figlia di Piero e di Maddalena Vermiglioli, discendente di un altro ramo dei Venuti, e da lei ebbe sei figli, tre maschi e tre femmine. Nel frattempo, oltre a riordinare l'economia dei beni, riprese in mano il progetto abbandonato dallo zio per la villa di Catrosse, con l'ausilio dell'architetto Carl Marcus Tuscher di Norimberga e fra il 1746 e il 1747 vi chiamò il pittore bolognese Vincenzo Torrigiani ad affrescare le stanze appena terminate. In quegli anni egli rianimò la vita intellettuale cittadina, con l'iniziativa delle "notti coritane", a partire dal 1744, ed ebbe anche modo di dare alle stampe la Descrizione delle prime scoperte dell'antica città di Ercolano, uscito nel 1747, che fu ben accolta.